# Precis rauana
Precis rauana is een vlinder uit de familie Nymphalidae. De wetenschappelijke naam van deze soort is voor het eerst voorgesteld als Junonia rauana door Henley Grose-Smith in en publicatie uit 1898.
De soort komt voor in het Afrotropisch gebied waaronder Nigeria, Kameroen, Gabon, Angola, de Centraal Afrikaanse Republiek, Congo-Kinshasa, Oeganda, Kenia, Rwanda, Tanzania en Zambia.